# Jabloň
Jabloň est un village de Slovaquie situé dans la région de Prešov.

## Histoire
Première mention écrite du village en 1405.

## Démographie

### Évolution de la population
| Année:               | 1994. | 2004.   | 2014.   | 2024.    |
| -------------------- | ----- | ------- | ------- | -------- |
| Nombre de personnes: | 476   | 455     | 420     | 374      |
| Différence:          |       | -4,41 % | -7,69 % | -10,95 % |

| Année:               | 2023. | 2024.   |
| -------------------- | ----- | ------- |
| Nombre de personnes: | 378   | 374     |
| Différence:          |       | -1,05 % |